# Luis Rioja
Luis Jesús Rioja González, noto semplicemente come Luis Rioja (Las Cabezas de San Juan, 16 ottobre 1993), è un calciatore spagnolo, attaccante del Valencia.

## Carriera
Ha esordito in Primera División il 18 agosto 2019 disputando con l'Alavés l'incontro vinto 1-0 contro il Levante.